# ニングル
ニングルは、アイヌの伝承における小人。創作の設定においては、富良野地方のアイヌの民話に登場するとされるが、登場する民話の実在は確認されていない。

## 概要
萱野茂の『萱野茂のアイヌ語辞典 増補版』には、「ニングル」の項があり、「小人」との訳が当てられている。『萱野茂のアイヌ語辞典 増補版』によれば、アイヌ語では「ニン」には「縮む」、「グル」には「ひと」を意味する。このように、「ニングル」という小人を意味する言葉自体はアイヌで伝承されてきたものであるが、ニングルにまつわる民話自体を伝える資料は明らかになっていない。
ニングルが涙を流している姿が、公共広告機構（現：ACジャパン）の森林破壊防止を訴えるCM及びポスターに用いられたことがある。この広告は1999年に第52回広告電通賞の公共広告優秀賞を受賞している。
倉本聰のいくつかの小説に森の妖精として登場し、小説の題名ともなり、演劇化もされている。倉本の小説においては、富良野地方のアイヌの民話に登場するとされるが、民話自体が実在するものかは不明。

倉本による小説やCMで知名度が高まったこともあり、近年では、ニングルを象った木彫り人形なども土産物として販売されている。

## ニングルが登場する作品

### 書籍
- 倉本聰『ニングル』（1985年12月、理論社、ISBN 4652071299）
- 倉本聰『ニングルの森』（2002年7月、集英社、ISBN 4082990089 ）

### 演劇
- 『ニングル』（初演：1993年）

原作/脚本・倉本聰

### オペラ
- 『ニングル』（初演：2024年2月）

日本オペラ協会
原作・倉本聰、脚本・吉田雄生、作曲・渡辺俊幸、演出・岩田達宗、指揮・田中祐子